# Секретар закордонних справ США
Секретар закордонних справ Сполучених Штатів Америки (також Міністр закордонних справ США, англ. United States Secretary of Foreign Affairs) — міністерська посада, що існувала в уряді США з 10 січня 1781 року по 15 вересня 1789 року та відповідала за закордонні справи та зовнішні відносини.

## Історія
Статті Конфедерації дозволяли Конгресу Конфедерації обирати «такі комітети та громадських чиновників, що можуть бути необхідні для управління загальними справами Сполучених Штатів».
10 січня 1780 року Конгрес Конфедерації створив Департамент закордонних справ.
10 серпня 1781 року Конгрес обрав першим Секретарем закордонних справ Роберта Лівінгстона, делегата від штату Нью-Йорк. Лівінгстон не мав змоги вступити на посаду до 20 жовтня 1781 року. Він перебував на посаді до 4 червня 1783 року, коли його наступником став Джон Джей, який у свою чергу обіймав її до 4 березня 1789 року, — коли уряд за Статтями Конфедерації поступився уряду за Конституцією.
| Секретарі закордонних справ | Секретарі закордонних справ | Секретарі закордонних справ | Секретарі закордонних справ | Секретарі закордонних справ | Секретарі закордонних справ |
| №                           | Портрет                     | Ім'я                        | Штат походження             | Вступив на посаду           | Пішов з посади              |
| --------------------------- | --------------------------- | --------------------------- | --------------------------- | --------------------------- | --------------------------- |
| 1                           |                             | Роберт Р. Лівінгстон        | Нью-Йорк                    | 20 жовтня 1781 року         | 4 червня 1783 року          |
| 2                           |                             | Джон Джей                   | Нью-Йорк                    | 7 травня 1784 року          | 4 березня 1789 року         |

Посада Секретаря закордонних справ та Міністерство закордонних справ були відновлені згідно із законом, підписаним Джорджем Вашингтоном 27 липня 1789 року. Джон Джей зберіг за собою посаду на тимчасовій основі — до повернення із Франції Томаса Джефферсона. Втім, 15 вересня 1789 року, поки Джефферсон не міг повернутися і обійняти посаду, Вашингтон підписав у законі інший акт, згідно із яким назва посади змінювалася із Секретаря закордонних справ на Державного секретаря, тим самим змінивши назву Департаменту закордонних справ на Державний департамент, та додав певну кількість внутрішніх повноважень і обов'язків до посади секретаря і департаменту.
| № | Портрет                            | Ім'я      | Штат походження | Вступив на посаду                         | Пішов з посади                            |
| - | ---------------------------------- | --------- | --------------- | ----------------------------------------- | ----------------------------------------- |
| – |                                    | Джон Джей | Нью-Йорк        | Заступник Секретаря закордонних справ США | Заступник Секретаря закордонних справ США |
| – | 27 липня 1789 року                 | Джон Джей | Нью-Йорк        | 15 вересня 1789 року                      |                                           |
| – | Заступник Державного секретаря США | Джон Джей | Нью-Йорк        |                                           |                                           |
| – | 15 вересня 1789 року               | Джон Джей | Нью-Йорк        | 22 березня 1790 року                      |                                           |

22 березня 1790 року на посаду вступив Томас Джефферсон, ставши першим Державним секретарем США.
Подальші наступники Джефферсона на цій посаді перелічені у списку Державних секретарів США.